# Estland ved sommer-OL 2016
Estland deltog ved Sommer-OL 2016 i Rio de Janeiro som blev arrangeret i perioden 5. august til 21. august 2016.

## Medaljer
| 2016 Rio de Janeiro | Guld | Sølv | Bronze | Total |
| Estland             | 0    | 0    | 1      | 1     |

### Medaljevinderne
| Estland under sommer-OL 2016 i Rio de Janeiro | Estland under sommer-OL 2016 i Rio de Janeiro         | Estland under sommer-OL 2016 i Rio de Janeiro | Estland under sommer-OL 2016 i Rio de Janeiro | Estland under sommer-OL 2016 i Rio de Janeiro |
| Medalje                                       | Navn                                                  | Sport                                         | Event                                         | Dato                                          |
| --------------------------------------------- | ----------------------------------------------------- | --------------------------------------------- | --------------------------------------------- | --------------------------------------------- |
| Bronze                                        | Tõnu Endrekson Andrei Jämsä Allar Raja Kaspar Taimsoo | Roning                                        | Mændenes dobbeltfirer                         | 11. august                                    |